# Kompositum
Et kompositum (i flertal komposita; også sammensat ord, sammensætning eller i bredere forstand sammensat ordforbindelse) er en ordtype, der opstår ved sammensætning af to eller flere led, der hver især selv er et selvstændigt ord (f.eks. sommerfugl, der er sammensat af ordene sommer og fugl). Tilsvarende bruges betegnelserne komposition eller ordsammensætning om det fænomen, at et kompositum dannes. Komposition er meget udbredt på germanske sprog som dansk, tysk og nederlandsk, mens det er mere sjældent på romanske sprog som fransk, italiensk og spansk.
De enkelte led, som et kompositum består af, kan tilhøre samme ordklasse (f.eks. køjeseng og computerskærm) eller forskellige ordklasser (f.eks. køreskole og sammensætte). Begrebet omfatter sædvanligvis ikke ord, der opstår ved påsætning af præfikser og suffikser, da disse tilføjelser ikke udgør selvgyldige ord. Ord som benægte og samarbejde er således ikke komposita. Visse sammensatte forled kan dog over tid blive til et præfiks.
Sammensætning af ord kan skabe lange ord.
På dansk er set ordet "værdipapirfinansieringstransaktionseksponering"
og "investeringsforvaltningsholdingvirksomhed".
På engelsk er set "pneumonoultramicroscopicsilicovolcanoconiosis".

## Dansk
Komposita dannes produktivt på dansk, dvs. de kan dannes og forstås ad hoc. Der findes forskellige mulige betydningsrelationer mellem de sammensatte led. Mange af dem er gennemskuelige, men nogle komposita kan være tvetydige eller udvikle bestemte betydninger der ikke nødvendigvis kan udledes af deres dele.
På dansk skrives komposita altid uden mellemrum. Når ordet fejlagtigt deles i to eller flere enkeltord, er der tale om særskrivning. På engelsk er udgangspunktet derimod, at leddene står hver for sig.

### Fugeelementer
På dansk benyttes der ofte, men langtfra altid, et fugeelement mellem de forskellige led i et kompositum.
- e, fx hund-e-hus.
- s, fx land-s-by.
- n, fx rose-n-brød.

Fugeelementer kan skille betydningen af ellers homografe ord, for eksempel land-s-mænd versus land-mænd.
I nogle til fælde kan forskellige niveauer af sammensætninger have betydning for om der er et fugeelement. 
For eksempel vinglas (uden -s-, ikke vinsglas) og rødvinsglas (med -s- mellem vin og glas).

### Fonetik
Sammensætning udtrykkes også ofte ved fonetisk reduktion:
- Stødtab, fx [ˈfulkoɐ̯ˀn] fuldkorn af [ˈfulˀ] fuld og [ˈkoɐ̯ˀn] korn.
- Vokalforkortelse, fx [ˈisbiːˀl] isbil af [ˈiːˀs] is og [ˈbiːˀl] bil.
- Tryktab, fx [ɛfdɐˈhʌnˀn̩] efterhånden af [ˈɛfdɐ] efter og [ˈhʌnˀn̩] hånden.
- e-tab, fx kronprins af krone og prins, eller bagværk af bage og værk.

### Bøjning
Det er normalt kun sidste led der bøjes. En undtagelse er barnebarn/børnebørn, hvor også første led bøjes afhængig af grammatisk tal.